# Delikatess Tonträger
Delikatess Tonträger war ein Independent-Label aus Hamburg.

## Geschichte
Delikatess Tonträger wurde im Juni 2009 von Fred Noel, Lisa Noel, Kathrin Johner in Hamburg-Altona gegründet. Es handelte sich um ein Plattenlabel im Nebenerwerb. Alle drei Gründungsmitglieder waren bereits vorher in der Musikszene engagiert, als Veranstalter und Booker sowie als Praktikanten bei Audiolith und Grand Hotel van Cleef. Vorrangiges Ziel war es zunächst, die befreundete Band Findus bekannt zu machen, die kein Label fand. Im September 2009 erschien schließlich auch das Findus-Album Sansibar auf dem Label. Hinzu kamen bis 2013 Frau Potz und die bereits in der Musikszene etablierten Herrenmagazin sowie Robinson Krause. Am 17. Dezember veranstaltete das Label ihr eigenes Festival. Nach 2013 kamen die Bands Der dichte Fürst, Paula & Karol und Leoniden auf das Label. Erfolgreiche Veröffentlichungen waren die Findus-Alben sowie die Entdeckung Frau Potz, die einen Szene-Hype auslöste.
Das Label wurde am 20. Januar 2015 geschlossen. Letzte Veröffentlichung war die Findus-12’’-EP Quatscherei. Am 7. Mai 2015 fand eine Abschlussgala im Uebel & Gefährlich statt, bei dem alle Bands des Labels noch einmal aufspielten.

## Bands
- Frau Potz
- Findus
- Der dichte Fürst
- Paula & Karol
- Leoniden
- Herrenmagazin
- Robinson Krause & The Gays of Thunder

## Label-Diskografie
| Band                                  | Titel                       | Jahr | Format          | Code   | Anmerkungen                 |
| ------------------------------------- | --------------------------- | ---- | --------------- | ------ | --------------------------- |
| Findus                                | Sansibar                    | 2009 | CD/LP           | deli01 |                             |
| Robinson Krause                       | Epifanias                   | 2009 | CD              | ohne   |                             |
| Frau Potz/Findus                      | Frau Potz/Findus            | 2010 | Split-7’’       | deli02 |                             |
| Findus                                | Mrugalla                    | 2011 | CD/LP           | deli03 |                             |
| Frau Potz                             | Lehnt dankend ab            | 2012 | CD/LP           | deli04 | 2014 und 2017 neu aufgelegt |
| Frau Potz/Love A                      | Frau Potz/Love A            | 2012 | Split-7’’       | deli05 |                             |
| Herrenmagazin                         | Der lange Weg zur Müdigkeit | 2012 | MCD             | deli06 |                             |
| Herrenmagazin                         | Frösche                     | 2013 | digitale Single | deli07 |                             |
| Herrenmagazin                         | Das Ergebnis wäre Stille    | 2013 | CD/LP           | deli08 |                             |
| Herrenmagazin                         | Landminen                   | 2013 | digitale Single | deli09 |                             |
| Robinson Krause & The Gays of Thunder | Let’s Get Happy             | 2013 | LP (inkl. CD)   | deli10 |                             |
| Herrenmagazin                         | Obst                        | 2013 | 7’’             | deli11 |                             |
| Der dichte Fürst                      | Harz                        | 2014 | 10’’            | deli12 |                             |
| Findus                                | Vis a Vis                   | 2014 | CD/LP           | deli13 |                             |
| Findus                                | Nachtwache                  | 2014 | digitale Single | deli14 |                             |
| Leoniden                              | Invert India                | 2014 | MCD             | deli15 |                             |
| Paula & Karol                         | Someday                     | 2014 | digitale Single | deli16 |                             |
| Paula & Karol                         | Heartwash                   | 2014 | LP/CD           | deli17 |                             |
| Findus                                | Quatscherei                 | 2015 | 12’’ EP         | deli18 |                             |